# Neotanais bacescui
Neotanais bacescui är en kräftdjursart som beskrevs av Lang 1968. Neotanais bacescui ingår i släktet Neotanais och familjen Neotanaidae. Inga underarter finns listade i Catalogue of Life.